# Napoli Vesevo
L'Associazione Sportiva Dilettantistica Napoli Vesevo è stata una società italiana di Calcio a 5 con sede a Napoli.

## Storia
La società nasce nel 2000 a Castellammare di Stabia come Futsal Vesevo per poi trasferirsi nel 2007 a San Giorgio a Cremano dove assume la denominazione di Napoli Vesevo. Nella stagione 2007/2008 affrontava il campionato nazionale di Serie A2, disputando le proprie partite casalinghe sempre al PalaWojtyla di San Sebastiano al Vesuvio, raggiungendo la qualificazione ai play-off promozione. Nella stagione 2008/09, la squadra Vesuviana ha vinto il girone B della Serie A2 conquistando la promozione nella massima divisione(Serie A). Nella stagione successiva arriva in finale di Coppa Italia, poi sconfitta dalla Marca Futsal. L'anno successivo riesce a raggiungere il sesto posto nella regular season accedendo ai play-off scudetto uscendo ai quarti in gara 3 con la Luparense. Nella stagione 2010-11 conclude il campionato al penultimo posto retrocedendo in serie A2: l'anno successivo arriva ai play-off ma viene sconfitto. Verrà tuttavia ripescato in Serie A. Nel 2011 in seguito alla retrocessione in Serie A2 la società subisce una nuova rifondazione e nell'estate del 2011 la società si fonde con il Real Napoli Futsal (finalista nei play-off di serie B) nel rinato Napoli Calcio a 5.

## Cronistoria
| Cronistoria del Napoli Vesevo |
| --- |
| - 2000 · Fondazione del Napoli Nord C5. - 2000-01 · Disputa i campionati regionali. - 2001-02 · Disputa i campionati regionali. - 2002-03 · ? in Serie C1 Campania. Promossa in Serie B. Vince i play-off promozione. 2ª fase di Coppa Italia regionale. - 2003-04 · 2ª nel girone F di Serie B. Quarti di finale play-off promozione. 1ª fase di Coppa Italia di Serie B. - 2004 · Assume la denominazione Futsal Vesevo. - 2004-05 · 2ª nel girone F di Serie B. Quarti di finale play-off promozione. - 2005 · Rileva il titolo del Vico Equense Futsal, ammessa in Serie A2. - 2005-06 · 4ª nel girone B di Serie A2. Quarti di finale play-off promozione. Quarti di finale di Coppa Italia di Serie A2. - 2006-07 · 12ª nel girone B di Serie A2. Vince i play-out. - 2007 · Assume la denominazione Napoli Vesevo. - 2007-08 · 5ª nel girone B di Serie A2. Semifinalista play-off promozione. - 2008-09 · 1ª nel girone B di Serie A2. Promossa in Serie A Quarti di finale di Coppa Italia di Serie A2. - 2009-10 · 6ª in Serie A. Quarti di finale play-off scudetto. Finalista di Coppa Italia. - 2010-11 · 13ª in Serie A. Retrocessa in Serie A2. - 2011 · Fusione con il Real Napoli Futsal e rifondazione del Napoli C5. |